# Taiping (sockenhuvudort i Kina, Jiangsu Sheng, lat 31,44, long 120,70)
Taiping (kinesiska: 太平街道) är en sockenhuvudort i Kina. Den ligger i provinsen Jiangsu, i den östra delen av landet, omkring 190 kilometer öster om provinshuvudstaden Nanjing. Antalet invånare är 55 634. Befolkningen består av 25 000 kvinnor och 30 634 män. Barn under 15 år utgör 8,0 %, vuxna 15-64 år 84 %, och äldre över 65 år 7,0 %.
Runt Taiping är det tätbefolkat, med 762 invånare per kvadratkilometer. Närmaste större samhälle är Suzhou, 17,5 km sydväst om Taiping. Trakten runt Taiping består till största delen av jordbruksmark.
Genomsnittlig årsnederbörd är 1 661 millimeter. Den regnigaste månaden är juni, med i genomsnitt 221 mm nederbörd, och den torraste är december, med 59 mm nederbörd.